# Карония
Карония (итал. Caronia), в древности Кала́кта (др.-греч. Καλάκτα, лат. Calacte) — коммуна в Италии, располагается в регионе Сицилия, подчиняется административному центру Мессина.
Занимает площадь 226 км².
Покровителем населённого пункта считается священномученик Власий Севастийский. Праздник ежегодно празднуется 3 февраля.

## История
Первые греческие поселенцы дали местности название Калакта (греч. ἡ καλὴ Ἀκτή), что значит «Ярмарочный берег». Город был основан сикульским военачальником Дукетием и назван по местности.
По найденным монетам было установлено, что во времена Цицерона Калакта была независимым городом. Силий Италик описывает его как «изобилующий рыбой».
Уроженцами Калакты являются древнегреческий оратор Цецилий и историк Силен.

## Население
| 2004 | 2012 | 2013 | 2015 | 2016 | 2017 |
| ---- | ---- | ---- | ---- | ---- | ---- |
| 3555 | 3459 | 3448 | 3405 | 3364 | 3339 |